# Tatsuya Itō
Tatsuya Itō (伊藤 達哉?, Itō Tatsuya; Tokyo, 26 giugno 1997) è un calciatore giapponese, attaccante del  Kawasaki Frontale.

## Carriera

### Club
Cresciuto nel settore giovanile del Kashiwa Reysol, nel 2015 si trasferisce all'Amburgo, con cui esordisce il 24 settembre 2017, nella partita persa 3-0 contro il Bayer Leverkusen, sostituendo all'82º minuto André Hahn. Il 14 dicembre firma il primo contratto professionistico con il club tedesco, legandosi alla squadra anseatica fino al 2021.
Il 22 agosto 2019 viene acquistato dal Sint-Truiden.

### Nazionale
Ha giocato nella nazionale giapponese Under-23.

## Statistiche

### Presenze e reti nei club
Statistiche aggiornate al 12 maggio 2018.
| Stagione          | Club              | Campionato        | Campionato | Campionato | Coppe nazionali | Coppe nazionali | Coppe nazionali | Coppe continentali | Coppe continentali | Coppe continentali | Supercoppe | Supercoppe | Supercoppe | Totale | Totale |
| Stagione          | Club              | Comp              | Pres       | Reti       | Comp            | Pres            | Reti            | Comp               | Pres               | Reti               | Comp       | Pres       | Reti       | Pres   | Reti   |
| ----------------- | ----------------- | ----------------- | ---------- | ---------- | --------------- | --------------- | --------------- | ------------------ | ------------------ | ------------------ | ---------- | ---------- | ---------- | ------ | ------ |
| 2016-2017         | Amburgo II        | RL                | 19         | 1          | -               | -               | -               | -                  | -                  | -                  | -          | -          | -          | 19     | 1      |
| lug.-set. 2017    | Amburgo II        | RL                | 9          | 0          | -               | -               | -               | -                  | -                  | -                  | -          | -          | -          | 9      | 0      |
| Totale Amburgo II | Totale Amburgo II | Totale Amburgo II | 28         | 1          |                 | -               | -               |                    | -                  | -                  |            | -          | -          | 28     | 1      |
| set. 2017-2018    | Amburgo           | BL                | 20         | 0          | CG              | -               | -               | -                  | -                  | -                  | -          | -          | -          | 20     | 0      |
| Totale carriera   | Totale carriera   | Totale carriera   | 48         | 1          |                 | -               | -               |                    | -                  | -                  |            | -          | -          | 48     | 1      |

### Cronologia presenze in nazionale
| Cronologia completa delle presenze e delle reti in nazionale ― Giappone under 23 | Cronologia completa delle presenze e delle reti in nazionale ― Giappone under 23 | Cronologia completa delle presenze e delle reti in nazionale ― Giappone under 23 | Cronologia completa delle presenze e delle reti in nazionale ― Giappone under 23 | Cronologia completa delle presenze e delle reti in nazionale ― Giappone under 23 | Cronologia completa delle presenze e delle reti in nazionale ― Giappone under 23 | Cronologia completa delle presenze e delle reti in nazionale ― Giappone under 23 | Cronologia completa delle presenze e delle reti in nazionale ― Giappone under 23 |
| Data                                                                             | Città                                                                            | In casa                                                                          | Risultato                                                                        | Ospiti                                                                           | Competizione                                                                     | Reti                                                                             | Note                                                                             |
| -------------------------------------------------------------------------------- | -------------------------------------------------------------------------------- | -------------------------------------------------------------------------------- | -------------------------------------------------------------------------------- | -------------------------------------------------------------------------------- | -------------------------------------------------------------------------------- | -------------------------------------------------------------------------------- | -------------------------------------------------------------------------------- |
| 21-3-2018                                                                        | Asunción                                                                         | Cile under 23                                                                    | 2 – 0                                                                            | Giappone under 23                                                                | Amichevole                                                                       | -                                                                                | 46’                                                                              |
| 23-3-2018                                                                        | Asunción                                                                         | Venezuela under 23                                                               | 3 – 3 (1 – 4 dtr)                                                                | Giappone under 23                                                                | Amichevole                                                                       | -                                                                                | 66’                                                                              |
| 14-11-2018                                                                       | Dubai                                                                            | Uzbekistan under 23                                                              | 2 – 2                                                                            | Giappone under 23                                                                | Amichevole                                                                       | -                                                                                | 61’                                                                              |
| 17-11-2018                                                                       | Dubai                                                                            | Giappone under 23                                                                | 5 – 0                                                                            | Kuwait under 23                                                                  | Amichevole                                                                       | -                                                                                | 78’                                                                              |
| 20-11-2018                                                                       | Dubai                                                                            | Emirati Arabi Uniti under 23                                                     | 1 – 1                                                                            | Giappone under 23                                                                | Amichevole                                                                       | -                                                                                | 46’                                                                              |
| 24-3-2019                                                                        | Yangon                                                                           | Timor Est under 23                                                               | 0 – 6                                                                            | Giappone under 23                                                                | Qualificazioni Coppa d'Asia AFC Under-23 2020                                    | -                                                                                |                                                                                  |
| 26-3-2019                                                                        | Yangon                                                                           | Giappone under 23                                                                | 7 – 0                                                                            | Birmania under 23                                                                | Qualificazioni Coppa d'Asia AFC Under-23 2020                                    | -                                                                                | 84’                                                                              |
| 1-6-2019                                                                         | Aubagne                                                                          | Inghilterra under 23                                                             | 1 – 2                                                                            | Giappone under 23                                                                | Torneo di Tolone 2019 - 1º turno                                                 | -                                                                                | 89’                                                                              |
| 4-6-2019                                                                         | Salon-de-Provence                                                                | Giappone under 23                                                                | 6 – 1                                                                            | Cile under 23                                                                    | Torneo di Tolone 2019 - 1º turno                                                 | -                                                                                | 81’                                                                              |
| 7-6-2019                                                                         | Fos-sur-Mer                                                                      | Portogallo under 23                                                              | 1 – 0                                                                            | Giappone under 23                                                                | Torneo di Tolone 2019 - 1º turno                                                 | -                                                                                |                                                                                  |
| Totale                                                                           |                                                                                  | Presenze                                                                         | 10                                                                               |                                                                                  | Reti                                                                             | 0                                                                                |                                                                                  |

## Palmarès

### Club

#### Competizioni nazionali
- 3. Liga: 1

Magdeburgo: 2021-2022